# 特薩利亞
特薩利亞是哥倫比亞的城鎮，位於該國西南部，由乌伊拉省負責管轄，距離首府內瓦100公里，始建於1775年4月22日，面積502平方公里，海拔高度802米，2005年人口8,845。
2°29′N 75°44′W / 2.483°N 75.733°W